# Mary Gordon (escritora)
Mary Catherine Gordon (Far Rockaway, Nova Iorque, 8 de dezembro de 1949) é uma escritora e professora de língua inglesa estadunidense. Ela é conhecida por seus romances, memórias, e criticismo literário. Eles constituem uma contribuição importante para a literatura irlandesa-estadunidense.

## Biografia
Mary Gordon nasceu em Far Rockaway, Nova Iorque, filha de Anna Gagliano Gordon, uma católica descendente de italianos e irlandeses, e David Gordon, um judeu convertido ao catolicismo. Em sua infância, ela viveu durante alguns anos em Valley Stream, Nova Iorque, e frequentou a The Mary Louis Academy. Ela é católica.
Ela obteve o seu título de Bachelor of Arts em 1971, e o seu Masters of Arts na Syracuse University em 1973. Gordon viveu em New Paltz, Nova Iorque, durante algum tempo nos anos 1980. Ela e seu marido, Arthur Cash, vivem em Nova Iorque e Hope Valley, Rhode Island. Eles têm dois filhos adultos, Anna e David. Gordon é a McIntosh Professor de língua inglesa na Barnard College. Cash está aposentado.
Em 1981, ela escreveu o prefácio para a edição da Harvest do livro de Virginia Woolf "A Room of One's Own" (traduzido para o português como “Um quarto que seja seu”).
Em 2009 ela publicou um livro chamado Reading Jesus, inspirada pela ideia de que Jesus foi sequestrado pelo conservadorismo cristão, resolvendo ler os quatro Evangelhos com o olhar da romancista e da crítica literária. Para ela, o Jesus encontrado nos Evangelhos tem pouco a ver com "um grupo de caras de bata em Roma".

## Obras Literárias

### Romances
- Final Payments (1978) ISBN 0-394-42793-9
- The Company of Women (1981) ISBN 0-394-50508-5
- Men and Angels (1985) ISBN 0-394-52403-9
- The Other Side (1989) ISBN 0-670-82566-2
- Spending (1998) ISBN 0-684-85204-7
- Pearl (2005) ISBN 0-375-42315-X
- Reading Jesus (2009)[4]

### Novelas e coleções de histórias curtas
- The Rest of Life: Three Novellas (1994) ISBN 0-14-014907-4
- Temporary Shelter (1987) ISBN 0-394-55520-1
- The Stories of Mary Gordon (2006) ISBN 0-375-42316-8 (compila Temporary Shelter e 22 histórias previamente não compiladas)

### Não-ficção
- Memórias
  - The Shadow Man: A Daughter's Search For Her Father (1996) ISBN 0-679-74931-4
  - Seeing Through Places: Reflections on Geography and Identity (2000) ISBN 0-684-86255-7
  - Circling My Mother: A Memoir (2007) ISBN 0-375-42456-3
- Ensaio
  - Good Boys and Dead Girls, and Other Essays (1991) ISBN 0-670-82567-0
- Biografia
  - Joan of Arc (2000) ISBN 0-670-88537-1

## Prêmios
The Stories of Mary Gordon recebeu o Story Prize em 2007. Em março de 2008, o governador Eliot Spitzer nomeou Mary Gordon como a autora oficial do Estado de Nova Iorque e lhe deu a Edith Wharton Citation of Merit for Fiction (“Citação Edith Wharton de mérito por ficção”).